# Encarsia sophia
Encarsia sophia är en stekelart som först beskrevs av Girault och Alan Parkhurst Dodd 1915.  Encarsia sophia ingår i släktet Encarsia och familjen växtlussteklar. Inga underarter finns listade i Catalogue of Life.